# Yoshinori Kobayashi
Yoshinori Kobayashi (japanisch 小林 よしのり oder 小林 善範 Kobayashi Yoshinori, * am 31. August 1953 in Fukuoka, Präfektur Fukuoka) ist ein japanischer Mangaka, der für seine politisch rechtsextreme Mangaserie Gōmanism Sengen Bekanntheit erlangte. Vor allem die drei Bände On War der Reihe brachte ihm Bekanntheit in Japan. Diese Bände verkauften sich seit ihrer Veröffentlichung im Jahr 1998 zusammen rund eineinhalb Millionen Mal.

## Werdegang
Noch während er Student der Französischen Literatur an der Universität Fukuoka war, veröffentlichte er im Jahr 1976 mit Tōdai Itchokusen (東大一直線) seinen ersten Manga, der im Shūkan Shōnen Jump erschien. Ein weiteres frühes Werk Kobayashis ist der satirische Manga Obocchama-kun (おぼっちゃまくん) über einen ungezogenen reichen Jungen, der in der Hochzeit der Bubble Economy spielt und 1988 mit dem Shōgakukan-Manga-Preis als bester Kindermanga ausgezeichnet wurde. Die Reihe verkaufte sich rund 6,3 Millionen Mal und wurde als Anime-Fernsehserie realisiert.
Kobayashi wurde von der Aum-Sekte auf einer Todesliste geführt, nachdem dieser begann die Bewegung satirisch darzustellen. Im Jahr 1993 verübten Anhänger der Aum-Sekte ein Attentat auf ihn, der jedoch fehlschlug. In den Jahren 2011 und 2012 erhielt Kobayashi Bombendrohungen.
Kobayashi verneint die Geschehnisse des Nanjing-Massakers sowie das Trostfrauen-System während des Zweiten Weltkrieges.

## Werke (Auswahl)
- Tōdai Itchokusen (東大一直線, 1976–1979, 13 Bände)
- Obocchama-kun (おぼっちゃまくん, 1986–1994, 24 Bände)
- Gōmanism Sengen (ゴーマニズム宣言, 1999–2000, 9 Bände)
- Shin Gōmanism Sengen (新・ゴーマニズム宣言, 1996–2006, 15 Bände)
  - Neo Gōmanism Manifesto Special – On War (新・ゴーマニズム宣言SPECIAL 戦争論 Shin Gōmanism Sengen Special – Sensō Ron, 1998, 3 Bände)
  - Neo Gomanism Manifesto Special – On Taiwan (新・ゴーマニズム宣言SPECIAL 台湾論 Shin Gōmanism Sengen Special – Taiwan Ron, 2000, 1 Band)
  - Gōmanism Sengen Special – Yoshirin Senki (ゴーマニズム宣言スペシャル よしりん戦記, 2003, 1 Band)
  - Shin Gōmanism Sengen Special – Okinawa Ron (新・ゴーマニズム宣言SPECIAL 沖縄論, 2005, 1 Band)
  - Shin Gōmanism Sengen Special – Yasukuni Ron (新・ゴーマニズム宣言SPECIAL 靖國論, 2005, 1 Band)
  - Shin Gōmanism Sengen Special – Chōsen-teki Heiwa Ron (新・ゴーマニズム宣言SPECIAL 挑戦的平和論, 2007, 2 Bände)
- Honjitsu no Zatsudan (本日の雑談, 2004–2005, 8 Bände)

### Belege
1. ↑  Hans Martin Krämer: 'Not Befitting Our Divine Country': Eating Meat in Japanese Discourses of Self and Other from the Seventeenth Century to the Present. In: Food and Foodways (= 1). Band 16, 2008, 33–62, doi:10.1080/07409710701885135.
2. ↑  小学館漫画賞: 歴代受賞者. In: Shogakukan. Archiviert vom Original am 29. September 2007; abgerufen am 17. Februar 2025 (japanisch).
3. ↑  「おぼっちゃまくん」復活！「コロコロアニキ」で新たな茶魔語の募集企画スタート. In: Animeanime.jp. 2. April 2016, abgerufen am 17. Februar 2025 (japanisch).
4. ↑  David McNeill: Nous ne sommes pas Charlie: Voices that mock authority in Japan muzzled. In: The Japan Times. 26. Januar 2015, archiviert vom Original am 29. Januar 2015; abgerufen am 17. Februar 2025 (englisch).
5. ↑  Matthew Hernon: On This Day in Japan: Aum’s Sarin Gas Attack. In: Tokyo Weekender. 20. März 2023, abgerufen am 17. Februar 2025 (englisch).
6. ↑  Egan Loo: Manga Creator Yoshinori Kobayashi Reports Bomb Threat. In: Anime News Network. 25. Dezember 2012, abgerufen am 17. Februar 2025 (amerikanisches Englisch).
7. ↑  Rumi Sakamoto: “Will you go to war? Or will you stop being Japanese?” Nationalism and History in Kobayashi Yoshinori’s Sensoron. In: Asia-Pacific Journal. 1. Januar 2008, abgerufen am 17. Februar 2025 (englisch).

| Personendaten    | Personendaten                                 |
| ---------------- | --------------------------------------------- |
| NAME             | Kobayashi, Yoshinori                          |
| ALTERNATIVNAMEN  | War, On; 小林 よしのり; 小林 善範 (japanisch) |
| KURZBESCHREIBUNG | japanischer Mangaka                           |
| GEBURTSDATUM     | 31. August 1953                               |
| GEBURTSORT       | Fukuoka, Präfektur Fukuoka                    |